# Pemagatshel körzet
Pemagatshel  egyike Bhután 20 körzetének. A fővárosa Pemagatshel .

## Földrajz
Az ország délkeleti részén található.

## Gewog-ok
- Chhimung Gewog
- Chongshing Borang Gewog
- Dungme Gewog
- Khar Gewog
- Shumar Gewog
- Yurung Gewog
- Zobel Gewog
- Nanong Gewog
- Choekhorling Gewog
- Norbugang Gewog
- Dechenling Gewog